# Jūratė Usonienė
Jūratė Usonienė (* 1975) ist eine litauische Juristin, Zivilrechtlerin und Professorin.

## Leben
Nach dem Abitur 1993 an der Mittelschule absolvierte sie 1998 das Diplomstudium der Rechtswissenschaft mit der Spezialisierung des Zivil- und Handelsrechts an der Vilniaus universitetas.
Von 1995 bis 1996 studierte sie an der Jean Moulin Lyon 3 Universität in Frankreich. 2002 bildete sie sich weiter bei der Pau et des Pays de l’Audour Universität und 2003 an der École nationale d’administration, 2007 in der Schweiz.
2004 promovierte Jūratė Usonienė nach dem Promotionsstudium an der Lietuvos teisės universitetas zum Thema im Urheberrecht („Autorių teisės civilinėje apyvartoje“).
Danach lehrte Jūratė Usonienė als Dozentin an der Mykolo Romerio universitetas. Sie ist Professorin am Institut für Ziviljustiz und lehrt die Kurse wie „Autorių teisė“, „Autorių teisės civilinėje apyvartoje“, „Įvadas į intelektinę nuosavybę“, als Hochschullehrerin die Vorlesungen „Tesiniai aspektai kultūros sektoriui“ und „Autorinės teisės“ am Lehrstuhl für UNESCO-Kulturmanagement und Kulturpolitik der Kunstakademie Vilnius.